# Das verrückte Tagebuch
Das verrückte Tagebuch (englisch Diary of a Mad Black Woman ‚Tagebuch einer wütenden schwarzen Frau‘) ist eine US-amerikanische Tragikomödie des Regisseurs Darren Grant aus dem Jahre 2005. Sie basiert auf dem gleichnamigen Theaterstück von Tyler Perry, der auch das Drehbuch für den Film geschrieben und insgesamt drei Rollen darin übernommen hat.

## Handlung
Hausfrau Helen Simmons-McCarter lebt seit achtzehn Jahren mit ihrem Ehemann Charles, einem erfolgreichen Rechtsanwalt, zusammen in einer großen Villa. Obwohl er nach außen hin den Schein wahrt, seine Frau wäre das Zentrum seines Lebens, ist die Ehe schon seit langer Zeit nicht mehr glücklich. Charles würdigt seine Gattin keines Blickes und behandelt sie miserabel, zudem hat er Affären mit anderen Frauen. Obwohl sich Helen dessen bewusst ist, schafft sie es nicht, ihn zu verlassen, da sie sich an die schönen Momente der Ehe erinnert und immer noch Gefühle für ihn hegt. An ihrem Hochzeitstag wacht sie in einem ansonsten leeren Bett auf und bemerkt, dass ihre Kleidung gerade in einen Wagen geladen wird. Zunächst noch aufgebracht sieht sie bald darauf, dass ihr Mann eine Vielzahl teurer, neuer Kleider in ihre Schränke hat räumen lassen. Sie freut sich, da sie annimmt, dass es sich um ein Geschenk zum Hochzeitstag handelt, und wartet am Abend schick zurechtgemacht mit Wein auf die Rückkehr ihres Gatten. Als er letztlich auftaucht, ist er in Begleitung einer jungen Frau und offenbart Helen die Wahrheit: die Kleider hat er für seine neue Freundin Brenda herbringen lassen, mit der er bereits zwei Kinder hat und die in die Villa einziehen soll, während er sich von Helen scheiden lassen will und sie des Hauses verweist. Als Helen sich zu gehen weigert, zerrt Charles sie gewaltsam aus der Villa und setzt sie auf die Straße. Das wird von Spediteur Orlando beobachtet, der die Frau aus Mitleid ein Stück mitnimmt.
Die beiden kreisen einige Zeit durch die Gegend, denn Helen hat ohne Geld und Freunde keine Möglichkeit zur Unterkunft. Nach einer kurzen Auseinandersetzung fährt sie allein weiter und sucht letztlich Zuflucht bei ihrer ruppigen, resoluten Großmutter Mable, von allen nur Madea genannt, und deren missmutigem Bruder Joe. Madea versucht Helen zu überzeugen, dass ihr aufgrund ihres hohen Einsatzes in der Ehe moralisch, wenn auch nicht juristisch, ein Teil von Charles’ Vermögens zusteht. Die beiden brechen daraufhin in dessen Abwesenheit in seine Villa ein, um etwas Geld zu entwenden. Dabei beginnt Madea, zuerst Brendas Kleider und nach unerwartetem Eintreffen von Charles die Einrichtung zu zerstören. Die beiden werden daraufhin verhaftet; die bereits vorbestrafte Madea wird unter Hausarrest gestellt, während Helen eine Geldstrafe bekommt. Verteidigt werden die beiden von Helens Cousin Brian. Dieser hat sich wegen deren Drogenprobleme von seiner Frau Debrah getrennt, was das Verhältnis zur gemeinsamen Tochter Tiffany stark strapaziert. Tiffany möchte wie ihre Mutter im Kirchenchor singen, er jedoch verbietet es aus Angst, sie würde dasselbe Schicksal wie das der Mutter ereilen, wenn sie ihr zu sehr nacheifere.
Auf einer Feier mit Freunden und Familie in Madeas Haus treffen Helen und Orlando, der, wie sich herausstellt, mit Brian befreundet ist, erneut aufeinander. Obwohl ihm Helen zunächst ablehnend gegenübersteht, entstehen doch bald Sympathien füreinander. Die beiden begegnen sich noch mehrmals und es kommt zu einer Liebesbeziehung. Helen schafft es jedoch zunächst nicht loszulassen und Vertrauen zu fassen, da sie ihre negativen Erfahrungen in der Ehe gezeichnet haben. Im Laufe der Zeit gewinnt sie allerdings an Selbstbewusstsein, nimmt einen Job als Kellnerin an und scheint mit der Vergangenheit abzuschließen. Sie fordert nun bei der Scheidung kein Geld mehr von Charles, sondern verlangt bloß, dass er weiterhin für die Unterbringung ihrer Mutter Myrtle im Pflegeheim sowie für ihre Anwaltskosten aufkommt, womit er einverstanden ist.
Charles wird währenddessen von dem Kriminellen Jamison Milton Jackson, der ihn beim Aufbau seiner Karriere und seines Besitzes finanziell unterstützte, dazu gedrängt, ihn in einem anstehenden Verfahren zu verteidigen. Als er den Prozess jedoch verliert, entwendet Jackson die Waffe des Gerichtsvollziehers und schießt von hinten auf Charles. Der Vorfall wird in den Nachrichten ausgestrahlt, als Helen und Orlando gerade beisammen sind und er ihr einen Heiratsantrag macht. Als sie von der Schießerei im Gericht hört, stürmt sie ohne ihm zu antworten aus dem Haus, um Charles im Krankenhaus aufzusuchen, der im Koma liegt. Dort stößt sie auch auf seine aktuelle Lebensgefährtin Brenda, die  Wiederbelebungsversuche ablehnt. Da die Scheidung von Helen noch nicht vollzogen ist, liegt es bei ihr als nächststehender Person, über sein weiteres Schicksal zu entscheiden. Sie will eventuell notwendige Wiederbelebungsversuche bewilligen, um Charles so lange wie möglich am Leben zu erhalten. Entgegen allen Erwartungen stabilisiert sich sein Zustand und er erwacht aus dem Koma, ist allerdings vorübergehend querschnittsgelähmt.
Helen kümmert sich in seiner Villa um Charles, der sich jedoch undankbar zeigt und Helen genauso schikaniert wie vor dem Ende ihrer Beziehung. Doch sie hat an Stärke gewonnen und lässt sich sein Verhalten nicht länger gefallen. Sie verweigert ihm sein Abendessen und stößt ihn in eine mit Wasser gefüllte Wanne, während sie ihm klarmacht, was für ein schlechter Mensch er war und dass sie eine stolze Frau ist, die es mit Respekt zu behandeln gilt und die ihm immer eine aufopferungsvolle Ehefrau war. Die von ihm angebetete Brenda hingegen plünderte während seines Krankenhausaufenthalts seine Konten, bezahlte das Hausmädchen nicht weiter und nahm Wertgegenstände mit, nur um ihn dann endgültig zu verlassen. Ohne sein Vermögen wolle auch sonst niemand mehr mit ihm zu tun haben. Während Madea findet, dass Helens Verhalten angemessen war, hält ihre streng gläubige Mutter Myrtle ihren Rachefeldzug für den falschen Weg und legt ihr nahe, Charles zu vergeben, um selbst Frieden zu finden. Orlando, dem sie gesteht, wieder mit Charles zusammen zu sein, ist entsetzt, denn er weiß, dass Helen in Wahrheit ihn liebt und einen Mann verdient hat, der ihr so wie er selbst nie Schaden zufügen würde. 
Unerwartet hat sich Charles Helens Worte zu Herzen genommen und ihm ist klar geworden, dass sie die einzige war, deren Gefühle für ihn aufrichtig waren und die es nicht auf sein Geld abgesehen hatte. Er entschuldigt sich bei ihr und bemüht sich von nun an, ein besserer Mensch zu sein. Zudem erlangt er seine Mobilität zurück. Auch Brian und Debrah söhnen sich aus, als Letztere eine Rehaklinik aufsucht, um ihre Sucht zu überwinden. Tiffany darf nun mit dem Segen ihres Vaters im Kirchenchor singen, wobei ihr die gesamte Familie zusieht.
Nachdem zwischen Charles und Helen nun ein harmonisches Verhältnis herrscht und er in der Zwischenzeit wieder so fit ist, dass er nicht mehr auf sie angewiesen ist, gibt sie ihm ihren Ehering und die unterzeichneten Scheidungspapiere und trennt sich von ihm zugunsten einer rein freundschaftlichen Beziehung. Sie trifft Orlando wieder und nimmt nun seinen Heiratsantrag an.

## Entstehung und Veröffentlichung
| Figur                                             | Darsteller           | Deutscher Sprecher |
| ------------------------------------------------- | -------------------- | ------------------ |
| Helen Simmons-McCarter                            | Kimberly Elise       | Carin C. Tietze    |
| Orlando                                           | Shemar Moore         | Manfred Trilling   |
| Charles McCarter                                  | Steve Harris         | Crock Krumbiegel   |
| Mable „Madea“ Simmons/ Joe Simmons/ Brian Simmons | Tyler Perry          | Thomas Albus       |
| Debrah Simmons                                    | Tamara Taylor        | Alexandra Ludwig   |
| Tiffany Simmons                                   | Tiffany Evans        | Lara Wurmer        |
| Myrtle Simmons                                    | Cicely Tyson         | Angelika Bender    |
| Brenda                                            | Lisa Marcos          | Solveig Duda       |
| Jamison Milton Jackson                            | Gary Anthony Sturgis | Ekkehardt Belle    |

Das verrückte Tagebuch basiert auf Tyler Perrys gleichnamigem Theaterstück. Der Bühnenautor übernahm auch das Drehbuch für den Film, und schlüpft zudem, nebst zwei anderen Charakteren, bis zur Unkenntlichkeit geschminkt und kostümiert in die Rolle der Madea. Obwohl diese im Film selbst nur eine Nebenfigur darstellt, wurde sie zum Markenzeichen Perrys, sodass er noch mehrere Stücke und Filme, welche die stämmige, kein Blatt vor den Mund nehmende Großmutter als Protagonistin auftreten lassen, verfasste. Während sich die Madea-Stücke und -Filme in den USA großer Beliebtheit erfreuen und kommerzielle Erfolge erzielten, sind sie im deutschsprachigen Raum nahezu unbekannt. Neben Das verrückte Tagebuch wurden so nur der zweite und sechste Madea-Film, Madea's Family Reunion (unter dem Titel Das verrückte Familientreffen) und Madea's Witness Protection, ins Deutsche übersetzt. Auch wenn Das verrückte Tagebuch Madeas Leinwanddebüt ist, so ist das Theaterstück, auf dem der Film basiert, bereits das zweite, in dem sie auftritt. Seine Premiere feierte der Charakter 2000 in I Can Do Bad All By Myself. 2009 drehte Perry einen Film selben Namens, in dem auch Madea auftritt; er hat mit Ausnahme besagter Figur jedoch keine Gemeinsamkeiten. Zunächst hatte Tyler Perry große Probleme, einen Abnehmer für sein Drehbuch zu Das verrückte Tagebuch zu finden. Ein entscheidender Faktor war hierbei, dass das Skript vorsah, sämtliche wichtige Rollen mit afroamerikanischen Schauspielern zu besetzen, womit einige potenzielle Filmstudios den kommerziellen Erfolg gefährdet sahen. Andere hingegen wollten das Buch umfangreich ändern. Letztlich fand sich in Lions Gate Entertainment ein Studio, das mit den kreativen Wünschen des Autors einverstanden war.
Das verrückte Tagebuch konnte bei einem Budget von ca. 5,5 Millionen US-Dollar über 50,6 Millionen US-Dollar Umsatz machen, davon nahezu sämtliche Einnahmen in den USA, wo er Platz 1 der Kinocharts erreichte.

## Kritiken
Das verrückte Tagebuch erhielt ein sehr schlechtes Presseecho, was sich auch in den Auswertungen US-amerikanischer Aggregatoren widerspiegelt. So erfasst Rotten Tomatoes größtenteils kritische Besprechungen und ordnet den Film dementsprechend als „Gammelig“ ein. Laut Metacritic fallen die Bewertungen im Mittel „Grundsätzlich Ablehnend“ aus. Im Kontrast dazu fielen die Reaktionen des Publikums allerdings erheblich positiver aus. So erhielt der Film auf CinemaScope die sehr seltene Wertung von A+. Er war erst der fünfundvierzigste Film, dem das gelang.
Einigkeit bestand vor allem darin, dass das Werk zwar Potenzial und Ansätze eines guten Films mitbrächte, allerdings zu viele unterschiedliche Komponenten beinhalte, die nicht zusammenpassen. Dabei wurde unterschiedlich aufgefasst, welche Aspekte des Stoffes gelungen bzw. misslungen sein. Manche empfanden, die überzeichnete, komödiantische Figur der Madea passe keinesfalls in den ansonsten ernsthaften Film und ruiniere ihn sogar, da sie nach gänzlich anderen Maßstäben funktioniere als alle anderen Charaktere. Das untergrabe auch die eigentlich guten Schauspielleistungen der Hauptdarsteller Kimberly Elise, Shemar Moore und Steve Harris. Andere Kritiker hingegen stießen sich an der spirituellen, melodramatischen Haupthandlung und fanden die komischen Aspekte gelungen und witzig.

„Unvermittelt wechseln sich rührselige Sentimentalität und manischer Slapstick ab, in der nächsten Sekunde kommt eine schale, christliche Moral.“

## Belege und weiterführende Informationen
1. ↑   Freigabebescheinigung für Das verrückte Tagebuch. Freiwillige Selbstkontrolle der Filmwirtschaft, März 2007 (PDF; Prüfnummer: 109 350 DVD).
2. ↑  Tyler Perry. In: Deutsche Synchronkartei. Abgerufen am 8. April 2021.
3. ↑  EOnline-Artikel. Abgerufen am 8. April 2021 (englisch).
4. ↑  NPR-Artikel. Abgerufen am 8. April 2021 (englisch).
5. ↑  Das verrückte Tagebuch. Internet Movie Database, abgerufen am 8. April 2021.
6. ↑  Diary Of A Mad Black Woman. In: Box Office Mojo. Abgerufen am 10. April 2021 (englisch).
7. 1 2  Das verrückte Tagebuch. In: Rotten Tomatoes. Fandango, abgerufen am 27. Dezember 2024 (englisch, aggregiert aus 113 Kritiken).
8. 1 2  Das verrückte Tagebuch. In: Metacritic. Abgerufen am 27. Dezember 2024 (englisch, aggregiert aus 30 Kritiken).
9. ↑  Derek Armstrong: Kritik zu Das verrückte Tagebuch (Memento vom 26. Oktober 2021 im Internet Archive) bei AllMovie (englisch)
10. 1 2  Pamela McClintock: Why CinemaScore Matters for Box Office. In: The Hollywood Reporter. 19. August 2011, abgerufen am 28. März 2013 (englisch).
11. 1 2  Jack Mathews: Review. In: New York Daily News. 25. Februar 2005, abgerufen am 3. August 2024 (englisch): „It turns on a dime from scenes of maudlin sentimentality to manic slapstick, then turns on another dime to trite Christian moralizing.“
12. 1 2  Roger-Ebert-Kritik. Abgerufen am 8. April 2021 (englisch).
13. ↑  The-Slate-Kritik. Abgerufen am 8. April 2021 (englisch).